# Houston Stealth
Le Houston Stealth sono state una franchigia di pallacanestro della NWBL, con sede a Houston, nel Texas, attive dal 2002 al 2004.
Vinsero il campionato nel 2002 e nel 2003, battendo in finale le Chicago Blaze e le Tennessee Fury. Si sciolsero al termine della stagione 2004.

## Stagioni
| Stagione | Lega | Denominazione   | V  | P  | %    | Piazzamento | Play-off   |
| -------- | ---- | --------------- | -- | -- | ---- | ----------- | ---------- |
| 2002     | NWBL | Houston Stealth | 9  | 11 | 45,0 | 3º          | Campioni   |
| 2003     | NWBL | Houston Stealth | 11 | 9  | 55,0 | 2º          | Campioni   |
| 2004     | NWBL | Houston Stealth | 12 | 9  | 57,1 | 3º          | Semifinale |

## Palmarès
- National Women's Basketball League: 2

2002, 2003